# Tess Madgen
Tess Madgen (nacida el 12 de agosto de 1990 en Barossa Valley, Australia) es una jugadora de baloncesto australiana. Con 1.80 metros de estatura, juega en la posición de alero.